# Ruth Ozeki
Ruth Ozeki Lounsbury (New Haven, 12 marzo 1956) è una scrittrice e regista statunitense naturalizzata canadese.

## Biografia
Nata a New Haven, Connecticut, nel 1970, vive e lavora tra New York e Vancouver.
Scrittrice e regista, nelle sue opere semi-autobiografiche affronta spesso temi come l'identità razziale, l'impronta ecologica e l'incontro scontro tra oriente e occidente.
Nel 2010 è stata ordinata sacerdote buddhista Zen di scuola Sōtō-shū ed è affiliata al Brooklyn Zen Center.
Professoressa di Letteratura Inglese allo Smith College, è tradotta in più di 35 lingue e ha ottenuto numerosi riconoscimenti tra i quali il Premio Dos Passos nel 2014.

## Opere

### Romanzi
- Carne (My Year of Meats, 1998), traduzione di Anna Nadotti, Torino, Einaudi, 1998, ISBN 88-06-14837-0.
- All Over Creation (2003)
- Una storia per l'essere tempo (A Tale for the Time Being, 2013), traduzione di Elisa Banfi, Milano, Ponte alle Grazie, 2013, ISBN 978-88-6220-812-3.
- Il libro della forma e del vuoto (The Book of Form and Emptiness, 2021), traduzione di Tiziana Lo Porto, Roma, Edizioni E/O, 2022, ISBN 978-88-335-7471-4.

### Memoir
- Storia della mia faccia (The Face: A Time Code, 2016), traduzione di Tiziana Lo Porto, Roma, Edizioni E/O, 2022, ISBN 978-88-335-7514-8.

## Filmografia
- Body of Correspondence (1994)
- Halving the Bones (1996) (Documentario)

## Premi e riconoscimenti
- Premio Kiriyama: 1998 vincitrice con Carne[6]
- American Book Awards: 2004
- Los Angeles Times Book Prize: 2013
- Premio Dos Passos: 2014
- Women's Prize for Fiction: 2022 vincitrice con Il libro della forma e del vuoto[7]